# Gyouninven
gyouninven（ギョウニンベン）は男性２人、女性1人による日本のロックバンド。通称gyo（ギョ）。

## 概要
BANANA SHAKESを活動休止していたへんみの新バンドとして始動。ねもと、たこち、コウヘイといった、ラスティック、パンク、サイコビリー界隈のメンバーにて2019年より活動を開始。
2022年12月にねもとが脱退したが、サポートギターを加える形で活動を継続している。

## メンバー
- へんみ（ボーカル・ギター）BANANA SHAKES。
- たこち（ベース・ボーカル）ロリータ18号としても活動中。元チェケラ娘、元SK☆T☆RZ隊（士気を高めるリズム隊）。
- コウヘイ（ドラムス）BANANA SHAKES、BIG AUDIO acoustic DAINI-NITEとしても活動。[1]

## 元メンバー
- ねもと（ギター）元Hellbent。2022年脱退。

## 音源

### アルバム
- Mensch　(DIWPHALANX RECORDS PX351 2020年04月22日発売)

1. 幾何学模様
2. 普通っていったいなんだい。
3. 笑う門には「陰」嫌う
4. どしゃやんで地固まる
5. １分も我慢できない大切なこともあるよね。
6. MY WAY
7. 生きながら生きていなかったのは僕の方だったんです。
8. 8月10日
9. 俺の語り、そして響きよ
10. スピードバラード
11. 情熱シクラメン

- 会話と解話（DIWPHALANX RECORDS PX374 2022年12月14日発売）

1. D-word
2. セレナーデと残り香
3. リアライズ
4. どうして見つからないのか：灯台も
5. どうして見つからないのか：と暗し
6. どうやら、言葉は人間しか喋らないみたいですね。
7. 立ち化粧
8. 茶谷&コウヘイ primitive session※CDのみ収録

### シングル
- 俺の語り、そして響きよ 普通っていったいなんだい。（2019年7月13日Sound Cloud公開）(2019年8月7日CDリリース)

1. 俺の語り、そして響きよ
2. 普通っていったいなんだい。

- ４行節（DIWPHALANX RECORDS PX363 2021年4月28日発売)

1. はっきり言って、
2. 埃の音
3. 二重奏
4. 腕の時計